# دير الميمون
قرية دير الميمون هي إحدى القرى التابعة لمركز أطفيح في محافظة الجيزة في جمهورية مصر العربية. حسب إحصاءات سنة 2006، بلغ إجمالي السكان في دير الميمون 1966 نسمة، منهم 1006 رجل و960 امرأة.